# Arachnanthidae
Arachnanthidae é uma família de animais cnidários antozoários da ordem Ceriantharia aparentados com as anêmonas do mar.

## Géneros
- Arachnanthus Carlgren, 1912
- Isarachnanthus Carlgren, 1924